# Versuchung

Der Sündenfall, Ölbild von Hendrick Goltzius (1616)

Eine Versuchung ist der Anreiz oder die Verleitung zu einer Handlung, die reizvoll erscheint, jedoch unzweckmäßig ist, einer sozialen Norm widerspricht bzw. verboten ist. Sie kann sich auf alle Arten von Tun oder Lassen (Handlungen oder Unterlassen) beziehen. Die begangene Handlung kann Reue und Schuldgefühle auslösen.
Die Versuchung kann in dem Gegenstand der Begierde als solchem oder in der Art seiner Präsentation liegen oder durch andere Personen hervorgerufen werden, die durch Verführungskünste in Versuchung führen (z. B. Schmeicheln, Bitten, Anleiten, Anstiftung, Anpreisen, Erwecken von Neugier, Einsatz von Autorität, Erzeugen von Angst, Drohung mit Verlust oder Manipulation). 
Motivation und Impulskontrolle sind Forschungsgegenstände der Psychologie. 

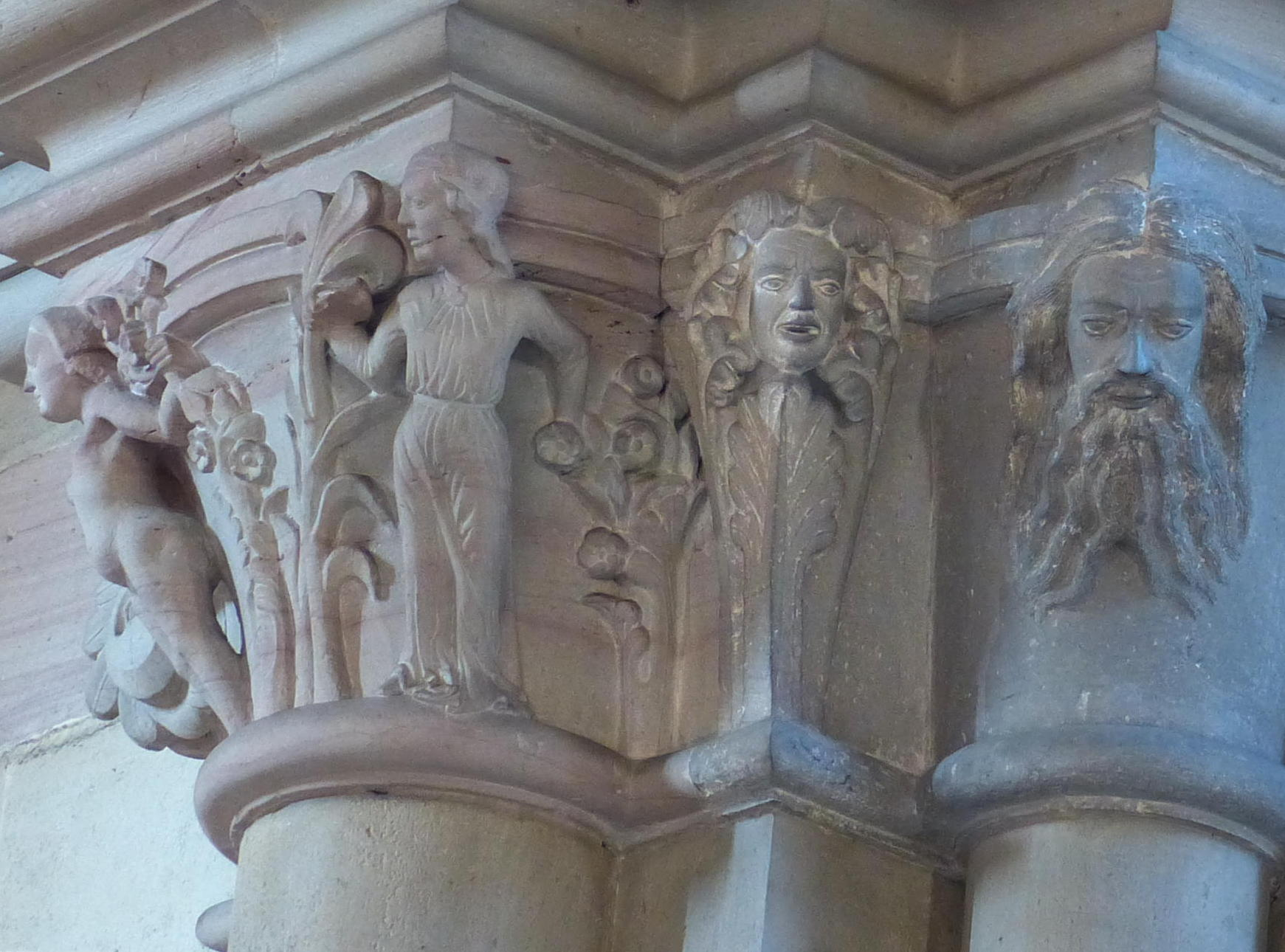
Verkörperte Versuchung im Paradieskapitell des Magdeburger Doms, nicht als Schlange auf einem Baum, sondern als weiblicher Kopf mit lüstern geöffneten Lippen, aus einer Pflanze kommend (ca. 1230)

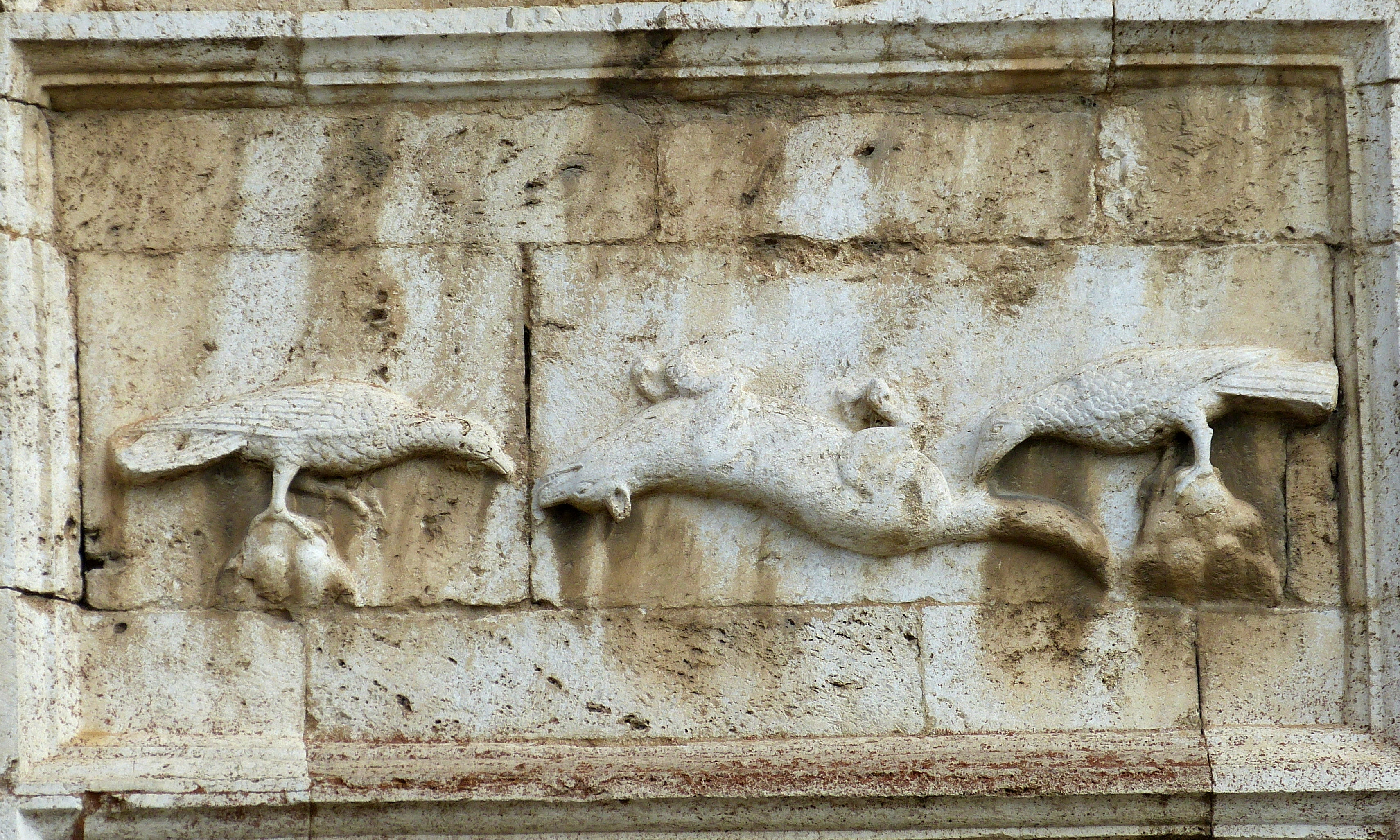
Ein Wolf (=das Böse) stellt sich tot, um die Raben (=Menschen) in Versuchung zu führen - San Pietro fuori le mura (Hauptportal, 12. Jh., Spoleto)

## Versuchung im Christentum
Im Christentum ist Versuchung der Anreiz, eine Sünde zu begehen. Als Kern aller Versuchungen gilt das Beiseiteschieben von Geboten Gottes.

In der Bibel wird die Versuchung mit dem Bösen in Verbindung gebracht. In 1 Petr 5,8  heißt es: 

„Seid nüchtern und wachsam! Euer Widersacher, der Teufel, geht wie ein brüllender Löwe umher und sucht, wen er verschlingen kann.“

Die wohl bekanntesten Stellen der Bibel, an denen von der Versuchung die Rede ist, sind der im 1. Buch Mose beschriebene Sündenfall durch Adam und Eva, die Versuchung Ijobs durch den Teufel und die in den synoptischen Evangelien erwähnte Versuchung Jesu (Mt 4,1-11 ; Mk 1,12-13 ; Lk 4,1-13 ): Nach seiner Taufe wird Jesus von Geist Gottes in die Wüste geführt, wo er fastet und betet und der Teufel ihn in Versuchung führen will.
Im Vaterunser wird in der sechsten Bitte um Bewahrung vor der Versuchung gebeten (Mt 6,13 ).